# Sławomir Popławski
Sławomir Popławski (ur. 24 listopada 1962 w Czeladzi) – polski aktor teatralny i filmowy. Absolwent PWST w Warszawie.

## Filmografia
- 2002 - 2005 - M jak miłość - klient, pacjent, wspólnik Janka
- 2005 - Fala zbrodni - Bohen
- 2008 - Zgorszenie publiczne - listonosz Gerard

### Teatr
- 28 września 2007 w Teatrze Dramatycznym im.Piłsudskiego w Białymstoku - Trumna nie lubi stać pusta
- 11 maja 2007 w Teatrze Dramatycznym im. Węgierki w Białymstoku - Latający cyrk
- 12 stycznia 2007 w Teatrze Dramatycznym im. Węgierki w Białymstoku - Świętoszek, rola Oficera Gwardii
- 14 czerwca 2006 w Teatrze Dramatycznym im. Węgierki w Białymstoku - Baśnie Z 1001 nocy. Karawana, rola Król
- 29 kwietnia 2006 w Teatrze Dramatycznym im. Węgierki w Białymstoku - Wiśniowy sad, rola Borys Siemienowicz-Piszczyk
- 31 marca 2006 w Teatrze Dramatycznym im. Węgierki w Białymstoku - Scenariusz trzech aktorów, rola DRU
- 17 grudnia 2005 w Teatrze Dramatycznym im. Węgierki w Białymstoku - Paragraf 22, rola DR Deneeka
- 18 czerwca 2005 w Teatrze Dramatycznym im. Węgierki w Białymstoku - Porwanie Baltazara Gąbki, rola BARTOLINI,
- 16 kwietnia 2005 w Teatrze Dramatycznym im. Węgierki w Białymstoku - Cztery pory roku, rola Bezpretonsjalność
- 30 grudnia 2004 w Teatrze Dramatycznym im. Węgierki w Białymstoku - Mistrz i Małgorzata, rola Bosy, gość, wampir
- 17 października 2004 w Teatrze Dramatycznym im. Węgierki w Białymstoku - Jaś i Małgosia, rola zając-szarak, skoczek
- 30 grudnia 2003 w Teatrze Dramatycznym im. Węgierki w Białymstoku - Don Juan albo Kanmienaa Uczta, rola Sganarel
- 15 listopada 2003 w Teatrze Dramatycznym im. Węgierki w Białymstoku - Sędziowie, rola nauczyciel
- 27 czerwca 2003 w Teatrze Dramatycznym im. Węgierki w Białymstoku - Kabaret nie byle jaki
- 27 marca 2003 w Teatrze Dramatycznym im. Węgierki w Białymstoku - Wszystko dla miłiości albo dawaj panowie z Werony, rola Turio
- 23 listopada 2002 w Teatrze Dramatycznym im. Węgierki w Białymstoku - Samotny wieczór czyli herbatka przy ognisku
- 25 maja 2002 w Teatrze Dramatycznym im. Węgierki w Białymstoku - Kopciuszek, rola Herold II
- 16 marca 2002 w Teatrze Dramatycznym im. Węgierki w Białymstoku - Makbet, rola Seyton
- 19 stycznia 2002 w Teatrze Dramatycznym im. Węgierki w Białymstoku - Elektra, rola Pylades,
- 17 listopada 2001 w Teatrze Dramatycznym im. Węgierki w Białymstoku - Awantura w Chioggi, rola Toffolo,
- 19 maja 2001 w Teatrze Dramatycznym im. Węgierki w Białymstoku - Koniec porządku, rola Barry
- 10 marca 2001 w Teatrze Dramatycznym im. Węgierki w Białymstoku - Osiecka, rola Sing-Sing,
- 18 listopada 2000 w Teatrze Dramatycznym im. Węgierki w Białymstoku - Konopielka, rola Szymon Kuśtyk
- 28 października 2000 w Teatrze Dramatycznym im. Węgierki w Białymstoku - Zbrodnia i Kara, rola Robotnika
- 9 września 2000 w Teatrze Dramatycznym im. Węgierki w Białymstoku - Okno na parlament, rola Ciało
- 13 maja 2000 w Teatrze Dramatycznym im. Węgierki w Białymstoku - Balladyna, rola Kostryn
- 11 marca 2000 w Teatrze Dramatycznym im. Węgierki w Białymstoku - Alicja w krainie czarów, rola Suseł, Majster
- 15 stycznia 2000 w Teatrze Dramatycznym im. Węgierki w Białymstoku - Jasełka
- 11 grudnia 1999 w Teatrze Dramatycznym im. Węgierki w Białymstoku - Żelazna konstrukcja, rola Pan młody
- 11 września 1999 w Teatrze Dramatycznym im. Węgierki w Białymstoku - Boy. Kabaret
- 17 kwietnia 1999 w Teatrze Dramatycznym im. Węgierki w Białymstoku - Zemsta, rola Perełka
- 6 lutego 1999 w Teatrze Dramatycznym im. Węgierki w Białymstoku - Iwona, księżniczka Birgunda, rola Cyryl,
- 7 listopada 1998 w Teatrze Dramatycznym im. Węgierki w Białymstoku - Przed świtem (Widowisko historyczne), rola Iskra
- 16 grudnia 1990 w Teatrze Dramatycznym im. Węgierki w Białymstoku - Wesele, rola Kasper,
- 25 maja 1990 w Teatrze Dramatycznym im. Węgierki w Białymstoku - O Janku, co psom szył buty, rola Janek
- 20 maja 1990 w Teatrze Dramatycznym im. Węgierki w Białymstoku - Pani Twardowska, rola Narrator
- 24 lutego 1990 w Teatrze Dramatycznym im. Węgierki w Białymstoku - Ciężkie czasy, rola Karol
- 17 grudnia 1989 w Teatrze Dramatycznym im. Węgierki w Białymstoku - Betlejem polskie
- 29 września 1989 w Teatrze Dramatycznym im. Węgierki w Białymstoku - Koledzy, rola Willmer
- 5 lutego 1989 w Teatrze Dramatycznym im. Węgierki w Białymstoku - Gałązka Rzmarynu, rola Iskra
- 6 grudnia 1987 w Tarnowskim Teatrze im. Solskiego w Tarnowie - Dokąd pędzisz koniku, rola Konik
- 11 kwietnia 1987 w Tarnowskim Teatrze im. Solskiego w Tarnowie - Celestyna, rola Paremeno
- 15 lutego 1987 w Tarnowskim Teatrze im. Solskiego w Tarnowie - Historia porzuconej lalki, rola Portier
- 17 października 1986 w Tarnowskim Teatrze im. Solskiego w Tarnowie - Lalkarz
- 16 października 1980 w Śląskim Teatrze Lalki i Aktora "Ateneum" w Katowicach - Przygoda z krzywonosem

### Reklama
W roku 2008 zagrał w reklamie PKO BP London Live, jako klient z teczką oraz w reklamie Canal+.
W roku 2009 zagrał w reklamie Orange.